# DFW B.I

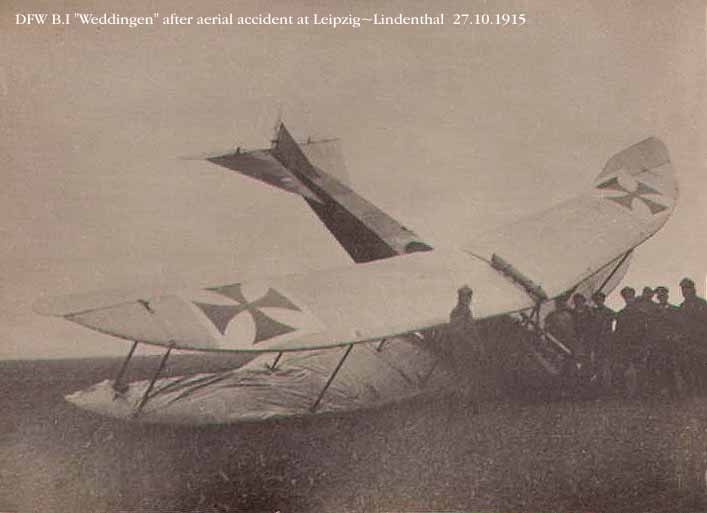
DFW B.I Weddingen

DFW B.I (製造メーカーの呼称 MD 14）は、ドイツの第一次世界大戦初期の、無武装の観測機である。
ドイツ飛行機工場（DFW）が自社資金で開発した複座複葉機で、1914年春に初飛行した。
第一次世界大戦時のB記号は無武装の2座席の観測機に与えられ、1914年に様々な機種が作られたが、DFW B.Iは主翼の平面形状が、ルンプラー タウベの翼形の影響を受けた三日月形で、「空飛ぶバナナ」（Fliegende Banane ）とパイロットから呼ばれた。翼間支柱が3組ある単発複葉機であるのも特徴であった。
高い信頼性と自然な飛行特性から、1914年の就役直後から広く使用された。機体は非武装だったが、小銃を持ち込んで後席から交戦したこともある。1915年には第一線から退いた。
ほとんど同じ機体で練習機用途に主に使われた B.IIがあり、エンジンは 100hpのMercedes D.Iエンジンが用いられたが、120hpのMercedes D.IIエンジンを装備したものもある。
B.1およびB.IIは、100機程度が生産された。

## 仕様
- 乗員： 2名
- 全長： 8.40 m
- 全幅： 14 m
- 全高： 3.0 m
- 空虚重量： 650 kg
- 総重量：1.015 kg
- エンジン： 1 × Mercedes D.I 6気筒直列エンジン、100 hp
- 最高速度：120 km/h
- 巡航速度：100 km/h
- 航続距離：600 km
- 最高到達高度：3,000 m